# Il criminale
Pour plus de détails, voir Fiche technique et Distribution.
Il criminale est un film policier réalisé par Marcello Baldi et sortie en 1962.

## Synopsis
Un ancien médecin nazi qui se cache dans un train est reconnu par des passagers qui se souviennent de lui lors de son séjour dans un camp de prisonniers. Acculé, le médecin commet un meurtre et prend une jeune fille en otage.

## Fiche technique
- Titre original : Il criminale[1],[2]
- Réalisation : Marcello Baldi
- Scénario : Elio Bartolini, Marcello Baldi
- Photographie : Aldo Giordani (it)
- Montage : Mario Serandrei
- Musique : Carlo Rustichelli
- Production : Luigi Rovere
- Société de production : Baltea Film
- Pays de production :  Italie
- Langues originales : italien
- Format : Noir et blanc - 1,85:1 - Son mono - 35 mm
- Genre : film policier
- Durée : 95 minutes
- Dates de sortie :
  - Italie : 6 septembre 1962

## Distribution
- Jack Palance : Herr Bauer/Schneider
- Yvonne Furneaux : Angela
- Andrea Checchi : De Simone
- Tina Di Carlo : la mère de Bauer
- Fanfulla (acteur) : le chef d'orchestre
- Salvo Randone : Chef de train
- Franco Fabrizi : l'homme snob
- Vicky Ludovisi : fille blonde
- Alfredo Rizzo : monsieur pointilleux
- Renato Terra : sous-officier de police
- Enzo Petito : clochard
- Luciano Fineschi : lui-même